# 西眞一
西 眞一（にし しんいち、1973年2月17日 - ）は、鹿児島県姶良町（現：姶良市）出身の元サッカー選手、サッカー指導者。ポジションはフォワード。愛称はキング。

## 経歴
1990年、鹿児島市立鹿児島玉龍高校3年次に国民体育大会に鹿児島県選抜チームの一員として参加し、3位入賞。高校卒業後は鹿児島経済大学（現在の鹿児島国際大学）経済学部経済学科に進学。九州大学サッカーリーグ2部でプレーし、3年次にはチームを1部昇格に導いたほか、九州大学選抜にも選ばれた。
大学卒業後は1995年より姶良町役場に務めながら、九州サッカーリーグ所属の鹿児島サッカー教員団（後にヴォルカ鹿児島に改称）に参加してアマチュア選手として活動した。
西は入団初年度からチームの中心として、初年度はリーグ新人王に、翌1996年からは7シーズン連続で得点王を獲得した。在籍した13シーズンで266得点を挙げ、得点王を9度獲得した。266得点は呂比須ワグナーが挙げた206得点を越える記録である。また、第81回天皇杯全日本サッカー選手権大会 (2001年) のモンテディオ山形戦でJリーグクラブを相手に得点を決めた。
2007年シーズンを最後に現役を引退して、2008年3月16日に引退試合を行った。西自身はこの試合で6得点を記録した。
現役引退後は姶良市役所で勤務する傍ら、鹿児島県社会人サッカーリーグに所属する『鹿児島教員足球隊』でプレー。
2019年に創設された鹿児島ユナイテッドFCの知的障がい者チームである「鹿児島ユナイテッドFCフューチャーズ」の総監督に就任。2019年11月7日、「INASサッカー世界選手権2022」に出場する知的障がい者サッカー日本代表の監督に就任すると発表された。

## 個人成績
| 国内大会個人成績 | 国内大会個人成績      | 国内大会個人成績 | 国内大会個人成績 | 国内大会個人成績 | 国内大会個人成績 | 国内大会個人成績 | 国内大会個人成績 | 国内大会個人成績 | 国内大会個人成績 | 国内大会個人成績 | 国内大会個人成績 |
| 年度             | クラブ                | 背番号           | リーグ           | リーグ戦         | リーグ戦         | リーグ杯         | リーグ杯         | オープン杯       | オープン杯       | 期間通算         | 期間通算         |
| 年度             | クラブ                | 背番号           | リーグ           | 出場             | 得点             | 出場             | 得点             | 出場             | 得点             | 出場             | 得点             |
| 日本             | 日本                  | 日本             | 日本             | リーグ戦         | リーグ戦         | リーグ杯         | リーグ杯         | 天皇杯           | 天皇杯           | 期間通算         | 期間通算         |
| ---------------- | --------------------- | ---------------- | ---------------- | ---------------- | ---------------- | ---------------- | ---------------- | ---------------- | ---------------- | ---------------- | ---------------- |
| 1995             | 鹿児島教員団 /V鹿児島 |                  | 九州             |                  | 9                | -                | -                | -                | -                |                  | 9                |
| 1996             | 鹿児島教員団 /V鹿児島 |                  | 九州             |                  | 15               | -                | -                | -                | -                |                  | 15               |
| 1997             | 鹿児島教員団 /V鹿児島 |                  | 九州             |                  | 23               | -                | -                | -                | -                |                  | 23               |
| 1998             | 鹿児島教員団 /V鹿児島 |                  | 九州             |                  | 27               | -                | -                | -                | -                |                  | 27               |
| 1999             | 鹿児島教員団 /V鹿児島 |                  | 九州             |                  | 28               | -                | -                | -                | -                |                  | 28               |
| 2000             | 鹿児島教員団 /V鹿児島 |                  | 九州             |                  | 32               | -                | -                | -                | -                |                  | 32               |
| 2001             | 鹿児島教員団 /V鹿児島 |                  | 九州             |                  | 22               | -                | -                | 1                | 1                |                  | 23               |
| 2002             | 鹿児島教員団 /V鹿児島 |                  | 九州             |                  | 29               | -                | -                | 1                | 0                |                  | 29               |
| 2003             | 鹿児島教員団 /V鹿児島 |                  | 九州             |                  | 16               | -                | -                | 1                | 0                |                  | 16               |
| 2004             | 鹿児島教員団 /V鹿児島 |                  | 九州             |                  | 13               | -                | -                | -                | -                |                  | 13               |
| 2005             | 鹿児島教員団 /V鹿児島 | 9                | 九州             | 16               | 13               | -                | -                | -                | -                | 16               | 13               |
| 2006             | 鹿児島教員団 /V鹿児島 | 9                | 九州             | 14               | 16               | -                | -                | -                | -                | 14               | 16               |
| 2007             | 鹿児島教員団 /V鹿児島 | 9                | 九州             | 19               | 23               | -                | -                | -                | -                | 19               | 23               |
| 通算             | 日本                  | 日本             | 九州             |                  | 266              | -                | -                | 3                | 1\|\|\|\|267     |                  |                  |
| 総通算           | 総通算                | 総通算           | 総通算           |                  | 266              | -                | -                | 3                | 1\|\|\|\|267     |                  |                  |

## 個人タイトル
- 1995年：九州サッカーリーグ新人王
- 1996年 - 2002年,2006年,2007年：九州リーグ得点王
- 2002年：九州リーグアシスト王
- 2007年：九州リーグ功労賞

## 出場大会
- 1990年 - 第45回国民体育大会 (とびうめ国体)
- 1997年 - 全国社会人サッカー選手権大会
- 2001年 - 第81回天皇杯全日本サッカー選手権大会
- 2002年 - 全国社会人サッカー選手権大会
- 2002年 - 全国地域サッカーリーグ決勝大会
- 2002年 - 第82回天皇杯全日本サッカー選手権大会
- 2003年 - 全国社会人サッカー選手権大会
- 2003年 - 全国地域サッカーリーグ決勝大会
- 2003年 - 第83回天皇杯全日本サッカー選手権大会